# Frank Stapleton
Frank Anthony Stapleton (* 10. Juli 1956 in Dublin) ist ein ehemaliger irischer Fußballspieler.

## Leben und Karriere
Stapleton begann seine Karriere beim FC Arsenal. Zuvor versuchte sich der Ire schon bei Manchester United, welche Stapleton nach London „abschoben“. 1972 kam er zu den Engländern. Sein Debüt gab er 1975 gegen Stoke City. Mit dem FC Arsenal gewann er 1979 den englischen Pokal, was sein einziger Titel bei den Gunners blieb. Zwei Jahre später wechselte er für 900.000 £ zu Manchester United. Mit ManU gewann der Stürmer zwei weitere Male den englischen Pokal. Nach diesen Erfolgen ging es 1987 weiter nach Niederlande zu Ajax Amsterdam. Nach nur einem Jahr kehrte er nach England zurück und spielte bei Derby County und den Blackburn Rovers. Nach weiteren drei Jahren als Spielertrainer bei Bradford City beendete er seine aktive Karriere und wurde Trainer bei New England Revolution in den USA. In der Saison 2003/2004 war er noch kurzfristig Spezialtrainer für die Stürmer Bolton Wanderers'. International spielte er 71 Mal für die irische Fußballnationalmannschaft und erzielt 20 Tore. Sein Debüt für die Grünen gab er 1976 gegen die Türkei. Mit den Iren nahm er an der Fußball-Europameisterschaft 1988 in Deutschland teil. Mit der Mannschaft schied Stapleton in der Gruppenphase aus. Er spielte alle Spiele und war auch maßgeblich am historischen Sieg gegen England beteiligt. Weiters nahm er an der Fußball-Weltmeisterschaft 1990 in Italien teil, wo er mit Irland bis ins Viertelfinale vorstoßen konnte, dort aber gegen Gastgeber Italien ausschied. Stapleton wurde bei keinem Spiel eingesetzt.

## Erfolge
- 3 × englischer Pokalsieger (ein Mal mit dem FC Arsenal (1979) und zweimal mit Manchester United (1983, 1985))
- Teilnahme an der Fußball-EM 1988 in Deutschland (3 Einsätze)
- Teilnahme an der Fußball-WM 1990 in Italien (kein Einsatz)